# آریل شولمن
آریل شولمن (انگلیسی: Ariel Schulman؛ زادهٔ ۲ اکتبر ۱۹۸۱) بازیگر، کارگردان فیلم، تهیه‌کننده اهل ایالات متحده آمریکا است.

## فیلم‌شناسی
- گربه ماهی (۲۰۱۰)
- فعالیت فراطبیعی ۳ (۲۰۱۱)
- فعالیت فراطبیعی ۴ (۲۰۱۲)
- نرو (فیلم ۲۰۱۶) (۲۰۱۶)
- وایرال (۲۰۱۶)
- پروژه قدرت (۲۰۲۰)